# Jalpaïet

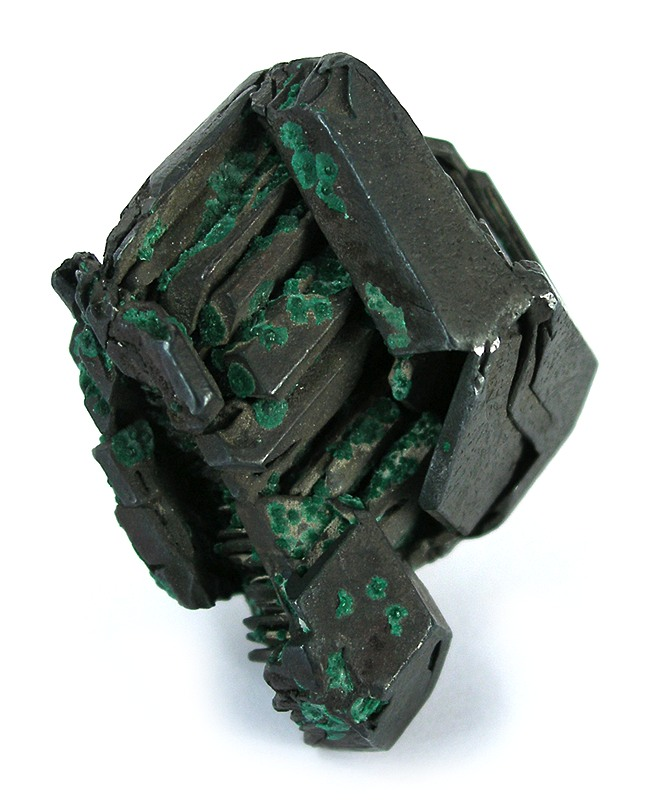

Het mineraal jalpaïet is een zilver-koper-sulfide met de chemische formule Ag3CuS2.

## Eigenschappen
Het opake grijs tot donkergrijze jalpaïet heeft een zwarte streepkleur en een metallische glans. De gemiddelde dichtheid is 6,82 en de hardheid is 2 tot 2,5. Het kristalstelsel is tetragonaal en het mineraal is niet radioactief.

## Naamgeving
De naam van het mineraal jalpaïet is afgeleid van een vindplaats in Mexico, Jalpa. 

## Voorkomen
Jalpaïet wordt voornamelijk gevormd in hydrothermale aders van lage temperatuur. De typelocatie is de  Payrock mijn in Silver Plume, Clear Creek, Colorado, Verenigde Staten.